# Білозір'я
Білозі́р'я — село в Україні, центр Білозірської сільської територіальної громади Черкаського району Черкаської області. У селі мешкає понад 8000 осіб, дворів 3986. Білозір'я дуже цікаве село і в нього дуже цікава історія. Воно дуже мальовниче

## Географія
Білозір'я — найбільше і одне з найдавніших сіл району. Площа земель сільської ради 12 516,4 га, села — 1193,77 га. З однієї сторони село огортають давні соснові ліси, з іншої — простираються квітучим килимом безкраї поля. Розташоване за 20 км на південний захід від м. Черкас та за 2 км від станції Білозір'я. Багато мешканців їздить дизель-поїздом на роботу в Черкаси або Смілу. Десятки родин заробляють також в'язанням віників із власноруч вирощеного сорго — це ще одна унікальна особливість села. Раніше їх возили на продаж навіть до Москви. Повз село проходить і автошлях Черкаси—Гайсин, побудований у 1961 році під керівництвом інженера Степана Кожум'яки.

## Історія

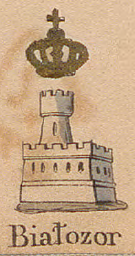
Білозір'я на мапі Зигмунда Герстмана

### Легенди про заснування
За часів Київської Русі на березі затоки ймовірної річки Дніпра селились люди. Пізніше тут утворилося декілька озер, одне з яких називали «Білим». До самої осені його величезне прозоре водяне плесо вкривалося білими ліліями. За легендою, від нього пішла назва села Білозір'я. У кінці XVIII ст. в колишньому Білому озері знайдено носову частину від корабля і корабельний якір. Про це повідомляє Фундуклей у статистичному описі Київської губернії 1852 року. Старожили села розповідають досить цікаву історію. Одного разу по ньому пропливала цариця зі свитою і малим дитям на руках. І враз, подув сильний вітер і човен перекинувся. Мале дитя потонуло… Тоді цариця прокляла озеро, і згодом воно висохло. На те місце, де знаходилось озеро, переселились люди — так і виникло Білозір'я. Також є легенда, що через Біле Озеро проходив один із шляхів з варяг у греки.
Територія нинішнього села була заселена значно раніше і про це свідчать численні знахідки. На території поселення знайдено сліди людей, які жили ще в кам'яну добу. Про це повідомлялося ще в 1889 р. Є два кургани, один із них зветься «Гостра могила». У 1962 р. на території школи № 3 знайдемо поховання бронзового періоду.

### Козацька доба
Перші письмові відомості про Білозір'я відносяться до середини XVII ст. (на карті Боплана). В одній із церков села нібито зберігалася грамота, підписана Богданом Хмельницьким, що він бере під свою охорону Білозірську церкву. Знахідки зброї на території села свідчать, що його жителі брали активну участь у козацьких повстаннях.
Під час Коліївщини через село ймовірно проходив повстанський отаман Микита Швачка.

### ХІХ століття
Лаврентій Похилевич у «Сказаниях о населенных местностях Киевской губернии» 1864 р. пише:
У 1791 р. польський король Станіслав Август надав привілей селу, а в 1793 р. вся Правобережна Україна перейшла під владу Росії. У 1862 р. в селі налічувалося 600 дворів, 3936 осіб. У 1900 р. населення м. Білозір'я становило 8491 особу, місту належало 5813 десятин землі: 3 церкви мали 101 десятину, селяни 5637 десятини, інші версти населення — 74 десятини. Господарство вели за трипільною системою землеробства. Швидкий ріст населення після реформи пояснюється тим, що в селі зростали підприємства. На 1900 рік тут було два лісопильних заводи Р. Я. Гаммера та Кауна, де працювало 35 робітників, 1 смолокурний завод, 32 вітряки, 1 кузня. Згодом І. Ш. Смілянський заснував текстильну фабрику на 56 робітників. У революцію 1905 року багато селян брало участь у страйках на підприємствах Сміли і Черкас.

### ХХ століття
10 лютого 1920 року через Білозір'я під час Зимового походу проходила Київська збірна дивізія Армії УНР, очолювана Юрієм Тютюнником.
У червні 1926 р. виникло товариство зі спільного обробітку землі, а в грудні 1929 р. організовано колгосп «Велетень», першим головою якою був Іван Данилович Тертичний.
У 1932 р. господарство поділено на 3 окремі колгоспи: ім. Сталіна (голова К. П. Богатирьов), ім. Молотова (голова С. Г. Щічко), «Пролетар» (голова Г. І. Мишко). У 1930-х заарештували і вислали на Соловки трьох церковників.
За достовірними даними від голодної смерті у 1932—1933 рр. в селі померло 694 людини.

«Посіяли, але не спожили». Посівна кампанія в селі Білозір'я. Квітень, 1932 рік. Фото з архіву Степана Кожум'яки

З початком Німецько-радянської війни багато білозірців мобілізовано в окупаційну Червону армію. На початку серпня 1941 р. село окупували німецькі війська. Понад 515 селян не повернулось, а 1130 односельчан відзначено урядовими нагородами. Микола Романович Чмиренко і Олексій Аврамович Стрижаченко отримали звання Героя Радянського Союзу, а Андрій Нечипорович Бідан став повним кавалером орденів Слави. Війна завдала великих збитків: спалено понад 550 будників, семирічну школу, знищено та пограбовано майно, худобу. 11 січня 1944 р. село взяли радянські війська. Загиблим споруджено обеліск, на могилі воїнів 62-ї гвардійської дивізії під командуванням генерала І. П. Мошляка встановлено пам'ятник.
Три колгоспи в 1950 р. об'єднали в один. На 2826 га виробляли зерно, овочі, молоко і м'ясо.

### У незалежній Україні
На початку 90-х років діяла одна середня та дві восьмирічні школи, дитячий садок, двоє ясел. Будинок культури, кіноклуб, 4 бібліотеки, лікарня на 35 ліжок, амбулаторія, аптека, побутові майстерні, 12 торговельних точок, 3 лісництва та будівельна організація.
У 2007 році встановлено пам'ятник жертвам Голодомору.
Сьогодні в селі діють три школи (директори І. А. Грищенко, Н. В. Зажома, В. Н. Компанієць), дитсадок «Червона Шапочка» (завідувач Л. В. Думанецька), лікарня-мбулаторія (головлікар В. Г. Яворський), клуб та Будинок культури, відділення Ощадбанку, пошта, Білозірське та Тясминське лісництва.

## Населення

### Мовний склад
Рідна мова населення за даними перепису 2001 року:
| Мова       | Чисельність, осіб | Доля     |
| ---------- | ----------------- | -------- |
| Українська | 8 436             | 99,18 %  |
| Інше       | 70                | 0,82 %   |
| Разом      | 8 506             | 100,00 % |

## Дозвілля
24 серпня, крім святкування Дня Незалежності України, вони відзначають День села. У 2019 р. святкували 466-річчя села. Люблять у Білозір'ї пісню. Незмінним учасником усіх культурних заходів села, району та області є Білозірський хор, який засновано в 1981 р., він має звання «Самодіяльний, народний». У 2005—2006 рр. хор побував на Міжнародному святі літератури і мистецтв «Лесині джерела» в м. Новоград-Волинському, де здобув високу оцінку майстерності як від жителів Полісся, так і від організаційного комітету свята. 

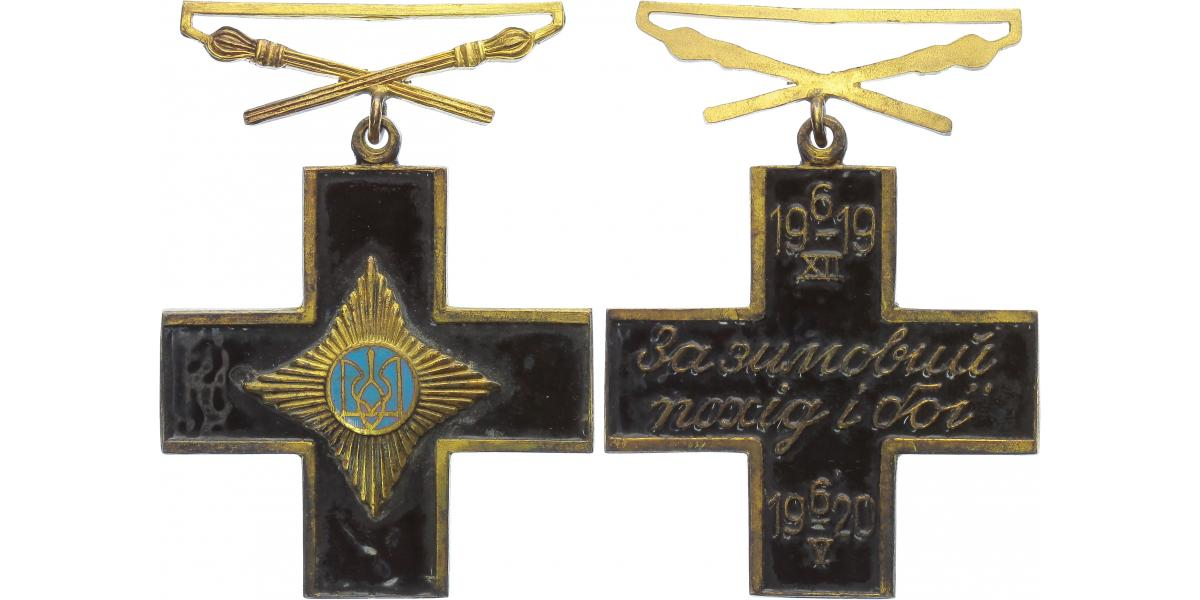

 У селі засновано футбольний клуб «Зоря», який на громадських засадах очолював О. Б. Ткаченко. У 2010 році клуб завоював кубок першості області. Взірцем для молоді є уродженець села В. Г. Лашкул — заслужений працівник фізичної культури та спорту, голова правління ЗАТ «Україна Футбол Інтернешнл», віцепрезидент ФФУ, президент Міжнародної виробничо-спортивної корпорації «Інфоспорт». У селі певний час проживав відомий композитор, співак Олександр Морозов, який написав багато пісень разом з поетом Сергієм Романовим.
У селі діє козацька організація ''БІЛОЗІРСЬКИЙ КУРІНЬ ЧОРНИХ ЗАПОРОЖЦІВ'', яка досліджує і пропагує козацький рух часів УНР, адже, як відомо, у лютому 1920 року через Білозір'я під час Зимового походу проходила дивізія Армії УНР, багато білозірців тоді добровільно вступили до лав дивізії у 1-Й КІННИЙ ПОЛК ЧОРНИХ ЗАПОРОЖЦІВ. 
Козаки вивчають і шанують історичну спадщину, ведуть культурно-просвітницьку роботу серед молоді, збирають кошти на встановлення пам'ятника землякам воїнам армії УНР, що брали участь у Зимовому поході і поклали своє життя за незалежність України.

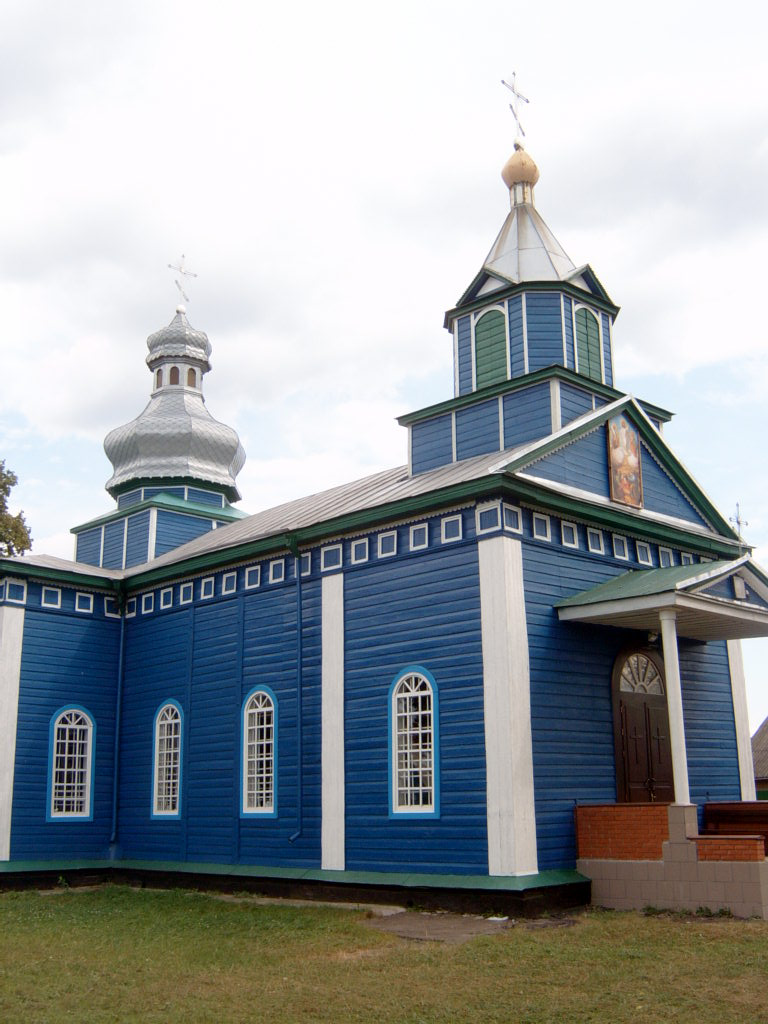

У жовтні 2014 року відбулися збори громади села Білозір'я, на які прибули священики Московського Патріархату з Черкас і, вводячи в оману жителів села, фактично зірвали голосування про перехід до Київської патріархії.

## Відомі особистості
У повоєнний час за трудові успіхи Віра Степанівна Помазан удостоєна звання Героя Соціалістичної Праці. 150 трудівників нагороджено орденами і медалями. Оліцький Іван Федорович — повний кавалер ордену Трудової слави, Оліцький Володимир Іванович — кавалер ордену Леніна.
У селі народилися:
- Бедан Андрій Никифорович (1920—1996) — військовослужбовець, повний кавалер ордена Слави.
- Горбівненко Анатолій Тимофійович (нар. 1953) — поет, прозаїк, журналіст.
- Дмитриченко Володимир Савелійович (1925—1981) — науковець-філософ, історик філософії, педагог, доктор філософських наук.
- Єременко Віктор Вікторович (1994—2014) — боєць Національної гвардії України. Загинув у бою під Артемівськом.
- Жупинас Тарас Олегович (1994—2022) — сержант Збройних сил України, учасник російсько-української війни.
- Коваль Алла Петрівна (1923—2009) — науковиця-мовознавиця, педагог, доктор філологічних наук.
- Тупицький Олександр Миколайович (нар. 1963) — юрист, суддя Конституційного суду України.

## Спорт
Місцевий футбольний клуб «Зоря» збудував власний спортивний стадіон 2012 року в с. Білозір'я на 1 тис. глядацьких місць, зі штучним покриттям, освітленням і електронним табло. Розміри поля 105 на 68 м.

## Цікаві факти
Серед місцевих жителів досі поширений у вжитку територіальний поділ села згідно козацького історичного контексту — на сотні (яких тут налічується 24). Наприклад: «Я з 21-ї сотні» або «Я живу на 21-й сотні».